# La Boîte à Surprise
La Boîte à Surprise est une émission de télévision pour la jeunesse québécoise (Canada) diffusée du 3 décembre 1956 à 1972 à la Télévision de Radio-Canada.

## Principe
Chaque émission comporte des invités différents et est composée de deux segments : une partie se déroule avec des personnages clownesques ou fantaisistes, la seconde, plus éducative, aborde la musique, la littérature, le bricolage, etc.
L'émission a connu deux animateurs principaux : Monsieur Surprise incarné par Pierre Thériault de 1956 à 1960 et de 1965 à 1967, et Surprise incarné par Guy Mauffette de 1960 à 1964,,. Durant la saison 1964-1965, en l'absence d'animateur permanent, c'est l'un ou l'autre des personnages de la Boîte à Surprise qui animait l'émission.
Bien que certains personnages célèbres aient été créés au théâtre et aient été connus dans d’autres émissions précédemment (telles Fanfreluche et Le Pirate Maboule), c'est dans cette émission que débuta la carrière télévisuelle de personnages aussi populaires que Sol, Marie Quat'Poches, Grujot et Délicat, La Ribouldingue, O.K. Shérif, Michel le Magicien et plusieurs autres. S'est joint également à l'émission le personnage de Picolo créé pour la télévision à l'été 1956. Bobino a fait également son apparition lors de la saison 1958-1959.
Monsieur Surprise anime une nouvelle émission à partir du 6 septembre 1967. Cette émission d'une durée de 15 minutes intitulée Monsieur Surprise présente était diffusée à 10h30 du lundi au vendredi. Monsieur Surprise y présentait des courts métrages tels que Poly, La Maison de Toutou, Le Crayon magique, Saturnin, Le Manège enchanté, Les Aventures du Chevalier bleu, etc.
Au mois d'octobre 1967, le format de La Boîte à Surprise est modifié. Désormais, Monsieur Surprise ne fait plus l'animation et on ne présente qu'une seule série par épisode. Chaque épisode commence avec le générique de La Boîte à Surprise.
Pour la saison 1968-1969, Radio-Canada décide que chacune des séries commencera avec son propre générique.

## Distribution
Parmi les nombreuses personnes qui ont interprété des rôles dans La Boîte à Surprise, on trouve :
- Madeleine Arbour : bricolage
- Louis Aubert
- Monique Aubry : Mme Colorature
- François Barbeau[d],[4]
- Paule Bayard[e] : Colombine[f],[4]
- Paul Berval : Timothée Yé-Yé, un personnage ambivalent dans le monde du pirate Maboule.
- Jean Besré
- Julien Bessette
- Paul Buissonneau : Picolo (ou Piccolo)
- Marcel Cabay : le Roi Goulaf
- Thérèse Cadorette : Madame Romanichelle[5], la gitane voyante[4]
- André Cailloux : Grand-père Cailloux, Ernest[6] et Noé
- Michel Cailloux : les quadruplés, Michel le Magicien, le constable Bonenfant, Monsieur le Maire et Flic-Flic le photographe[4],[7]
- Margot Campbell
- Yvan Canuel : le professeur de musique Allegro du Solfège et le shérif Équinoxe
- Cioni Carpi : mime[8]
- Christine Charbonneau : Auteur-compositeur-interprète (invitée pour chanter)
- Bernard Charette : magicien[4]
- Élise Charrette : Flaminia (personnage du théâtre de Picolo)
- Gilbert Chénier
- Élizabeth Chouvalidzé : Jeanneton, Fanfan L'Étrivant (dans Le Major Plum-Pudding de 1969 à 1973)
- Jocelyn Coquillard
- Louis de Santis : Bim des duos clownesques Bim et Nok et Bim et Sol
- Yvon Deschamps : Flavio (théâtre de Picolo)[9]
- Victor Désy[g],[4]
- Yvon Dufour : Bouton du duo clownesque Sol et Bouton
- Suzanne Duquet : aide les enfants à exprimer leurs histoires et leurs rêves et leur rend familiers les maîtres et les grandes œuvres de la peinture et de la sculpture.
- Luc Durand : Biscuit du duo clownesque Sol et Biscuit et Gobelet du duo clownesque Sol et Gobelet
- Marc Favreau : Sol des duos clownesques Bim et Sol[10] ; Sol et Pop[11], Sol et Bouton, Sol et Biscuit et Sol et Gobelet
- Hubert Fielden : mime[8]
- Félixe Fitzgerald : Princesse d'Irlande
- Jocelyne France
- Ronald France : le bandit Céleri dans la série Poncho le cowboy[h],[4]
- Edgar Fruitier : Loup-Garou
- Jacques Galipeau
- Roland Ganamet : Poncho le cowboy[12],[i]
- Roger Garand : Zigomar
- Paul Gauthier
- Micheline Giard : Giroflée
- Jacques Grenier
- Luce Guilbeault : Adèle du duo Adèle et Octave
- François Guillier
- Paul Hébert : le ministre du roi Goulaf et Cachalot
- Roger Joubert
- Pauline Julien : Solidad
- Jacques Kasma: Tit-Bo, mime[8]
- Armand Labelle : Hormidasias Titaucellus (Titoizeau)
- Gaétan Labrèche : un joueur de tours avec Jeanneton[4]
- Mirielle Lachance[13] (quelquefois créditée sous le nom de Mireille Lachance) : Isabelle (théâtre de Picolo)
- Fernande Larivière
- Lise Lasalle : l'ours Théodule (ou Téodule ou Théo) du duo Théodule et Stanislas et Grujot du duo Grujot et Délicat
- Gilles Latulippe : Jerry le Tatoué et un singe[j]
- Guy L'Écuyer : le docteur Macaroni
- Micheline Legendre : marionnettiste et créatrice des marionnettes de La Boîte à Surprise[k] Bim et Sol, Théodule et Stanislas, Picolo, Fanfreluche, le pirate Maboule, Monsieur Surprise, etc.)[14].
- Roland Lepage : Monsieur Bedondaine dans La Ribouldingue
- Elizabeth Lesieur : Prunelle
- Jacques Létourneau : Maboule et Gribouille[4]
- Yves Létourneau : Constable Polycarpe
- Hélène Loiselle : la bibliothécaire Mademoiselle Mille-feuilles
- Hubert Loiselle : le facteur
- Louise Marleau
- Yves Massicotte : Moustaflu le Moustachu et Pantalon
- Guy Mauffette : animateur de 1960 à 1964 en remplacement de Pierre Thériault
- Gisèle Mauricet : le lapin Stanislas (ou Stan) du duo Théodule et Stanislas, Délicat du duo Grujot et Délicat et Naphtaline
- Marthe Mercure [15]: Rikiki (le fou du roi Goulaf) et théâtre d'ombres
- Monique Mercure
- Albert Millaire[16],[l]
- Jean-Louis Millette : Casimir dans Marie Quat'Poches, Nok dans le duo clownesque Bim et Nok, Paillasson, Tonnerre
- André Montmorency : Friponneau
- Denise Morelle : Mère Cybelle et Dame Plume
- Bernadette Morin[17]
- Béroutke Nagys (également crédité sous le nom de Birouté Nagys)
- Henri Norbert
- Christine Olivier : Colombine (dans la série Picolo)
- Lucille Papineau
- Jani Pascal : Marie Quat'Poches
- Claude Préfontaine : Pommette
- Louise Rémy
- Suzanne Rivest : gymnastique[4]
- Percy Rodriguez (quelquefois crédité sous le nom de José Rodriguez) : Nebulus (ou Nébulus ou Nubélus)
- Lise Roy : Lili et la fée Cotillon
- Yolande Roy
- Marcel Sabourin : Octave du duo Octave et Adèle et le professeur Mandibule de La Ribouldingue
- Claude Saint-Denis : Le mime et Moustache, le cheval du cowboy Poncho[4].
- Guy Sanche : Bobino
- François Tassé : Cadet Rousselle
- Pierre Thériault : Monsieur Surprise, animateur de l'émission de 1956 à 1960 et de 1965 à 1967.
- Yvon Thiboutot : Brind'avoine du duo Pommette et Brind'avoine et le général Tortillas de Marie Quat'Poches
- Huguette Uguay : la fée Arc-en-ciel[4] et Madame Bec-Sec
- Kim Yaroshevskaya : Fanfreluche et la fée Gailurette
- Jacques Zouvi : Pèquenot

Sources : La Semaine à Radio-Canada, Ici Radio-Canada et le Répertoire des dramatiques québécoises à la télévision 1952-1977.

## Réalisation et scénarios
Parmi les réalisateurs de La Boîte à Surprise, on trouve :
- L.-P. Beaudoin
- Jean-Guy Benjamin
- Jean-Yves Bigras
- Claude Caron
- Pierre Castonguay
- Fernande Chouinard
- Maurice Dubois
- Claude Finozzi
- Pierre Girard
- Alec (ou Alex) Page

Parmi les scénaristes de La Boîte à Surprise, on trouve :
- Marcel Cabay
- Michel Cailloux
- Jacques Létourneau
- Jani Pascal (Marie Quat'Poches)
- Marcelle Racine

## Épisodes
Sources : La Semaine à Radio-Canada et Ici Radio-Canada.

### Saison 1968 - 1972
(Épisodes en couleur)
On se réfère généralement à cette période comme faisant partie de La Boîte à Surprise. En réalité, bien que la plupart des séries aient pris naissance antérieurement dans La Boîte à Surprise, chaque série commence avec son propre générique et se termine avec son propre crédit. Il n’est plus fait mention de La Boîte à Surprise et Monsieur Surprise n’y apparaît plus.
Durant cette période, les épisodes réalisés durant la période 1967-1968 seront rediffusés en utilisant le nouveau générique et crédit propre à chaque série.
Pour de plus amples informations concernant cette période, consulter les différents articles consacrés à chacune des séries :
- Fanfreluche
- Grujot et Délicat
- La Ribouldingue
- Le Pirate Maboule
- Marie Quat'Poches
- O.K. Shérif
- Picolo
- Sol et Gobelet

De plus, cette période voit naître les émissions Le Major Plum-Pouding et Maigrichon et Gras double.  Cette dernière est très différente des autres séries puisqu’il s’agissait d’un feuilleton.
La série Nic et Pic commença au mois de janvier 1972 et n’est pas étrangère à La Boîte à Surprise.  Les marionnettes de souris de Pierre Régimbald et de Nicole Lapointe ont en effet été utilisées dans les épisodes Le Dernier Dragon et La Petite Hutte sur pattes de poule de la série Fanfreluche. La série Nic et Pic est une idée originale de Gaétan Gladu qui de 1982 à 1985 sera le marionnettiste de Giovanni dans la série Bobino.
Bien que débutant qu'à l'automne 1972, pour plusieurs, la série Picotine est une série descendante directe de La Boîte à Surprise.  C’est une série pleine de fantaisie empruntant des thèmes des contes de fées.  Lors des célébrations du vingtième anniversaire de la télévision de Radio-Canada dans une émission intitulé Les Beaux Dimanches - Vingt ans déjà!», le personnage de Picotine fut invité dans un hommage avec plusieurs personnages de La Boîte à Surprise.  Le numéro intitulé Les Émissions pour enfant, consistait en un ballet interprété par des danseurs.  Une autre présence remarquable à ce spectacle était celle de La Souris verte.
La Machine à images diffusée le 10 septembre 1977 de 19 h à 21 h sur la chaîne de Radio-Canada réunissait plusieurs personnages des émissions jeunesse de Radio-Canada, dont ceux de La Boîte à Surprise.

## Commentaires
- Dans une publication intitulée Radio-Canada télévision - Annonce éclair (sorte de fil de presse de Radio-Canada), en date du 15 novembre 1965, on peut lire ce qui suit au sujet de la Boîte à Surprise : « Un papillon joue de la harpe et une sauterelle joue du violon.  Où sommes-nous?  Mais à la Boîte à Surprise !  Tous les jours, monsieur Surprise rencontre ses petits amis ; […] les petits verront Maboule, qui veut devenir photographe, et assisteront au dernier concert de l'automne. ».

- Dans Radio-Canada télévision - Annonce éclair  en date du 19 novembre 1965, on peut lire ce qui suit au sujet de la Boîte à Surprise : « Nos petits amis retrouveront Sol et Bouton au cours de l'émission la Boîte à Surprise […] Sol veut que son réveille-matin sonne à sept heures le lendemain matin afin qu'il puisse expérimenter une recette de “gâteau-réveille”… ».

- Michel Cailloux précise que La Boîte à Surprise donnait des objets aux enfants qui écrivaient à l'émission.  Parmi ces objets, nous retrouvions un jeu de cartes avec les dessins de certains des personnages de La Boîte à Surprise.  Ces dessins auraient été réalisés par Marc Favreau, à la suite de la suggestion de la réalisatrice de l'époque, Fernande Chouinard[27].

## Discographie

### 78 tours
- Face A : Le Calendrier : janvier, février, mars ; Face B : Le Calendrier : avril, mai, juin.  Herbert Ruff-Boechat, interprété par Monsieur Surprise (Pierre Thériault) et Fanfreluche (Kim Yaroshevskaya) qui participe à la chanson sur le mois de juin (Lachine, M-2002 Mignon pour la jeunesse)
- Face A : Le Calendrier : juillet, août, septembre ; Face B : Le Calendrier : octobre, novembre, décembre.  Herbert Ruff-Boechat, interprété par Monsieur Surprise (Pierre Thériault) (Lachine, M-2003 Mignon pour la jeunesse)

### 45 tours
- 1966 : Monsieur Surprise chante Noël : Un bouquet de Noël - Joli sapin (disques Piérouf, E-45001)

### Albums
- La T.V. pour les petits avec Maman Fon Fon et Monsieur Surprise.  Face 1 : Le Calendrier (douze chansons enfantines, décrivant chaque mois de l’année)[q] par Monsieur Surprise (Pierre Thériault) et Fanfreluche (Kim Yaroshevskaya) pour la chanson sur le mois de juin. Face 2 : Berceuse à Jésus - Je range mes joujoux - Le petit chaperon rouge - Le grand quai de Rimouski par Maman Fon Fon (disques Mignon, No. MM-2, Lachine)
- Monsieur Surprise et ses chansons. Thériault, Pierre et l’oncle Herbert au piano (disques London, MB 37)[r]
- 1966 Monsieur Surprise chante Noël [28].  Face A : Pour la plus belle fête - L'ange musicien - J'ai sur le bord du cœur - Un petit âne - Tu n'as pas eu de cadeau - Un bouquet de Noël. Face B : Joli sapin - Une mitaine - Étoile mon amie - Soldat de plomb - J'ai quelque part… - Noël de Polycarpe - C'est pour ce soir (disques Piérouf, No. 3001 E ; Réédition Trans-Canada Monsieur Surprise chante l'hiver, FA-39407[s] )

## Vidéographie

### VHS
- SRC : Classiques des années soixante, SRC Vidéo
  - Volume 3 : 1. La Boîte à Surprise : ouverture de l’émission ; 2. Le Pirate Maboule : Va donc au Bonhomme ; 3. Bobino : 1000e émission.

### DVD
- Radio-Canada : Cinquante ans de grande télévision jeunesse, Imavision, 2007 (incluant diverses séquences d’archives inédites en DVD, biographies, quiz et synopsis)
  - Disque 1 : 1. Pépinot : Le pont de la rivière ; 2. La Boîte à Surprise - Le Pirate Maboule : Loup-Garou garde le magasin ; 3. La Boîte à Surprise - Marie Quat’Poches : Le pique-nique ; 4. Sol et Gobelet : Le fakir
  - Disque 2 : 1. Le Major Plum Pouding : La double trahison ; 2. La Souris verte : Le conte d’amateur ; 3. Picotine : La limonade miracle ; 4. Picolo : Le faux dentiste
  - Disque 3 : 1. Bidule de Tarmacadam : Le combat de boxe ; 2. La Ribouldingue : Une personne sonne ; 3. Grujot et Délicat : Le hot-dog ; 4. Fanfreluche : La perle ; 5. Bobino : Les vacances (dernier épisode de la série Bobino)

- La Boîte à souvenirs : Volume 1, Classique jeunesse de Radio-Canada, 2008
  - Disque 1 : 
    - Fanfreluche : Des souliers neufs pour Fanfreluche suivi de Père Noé
    - Sol et Biscuit : Les nouvelles suivi de Michel le magicien
    - Grujot et Délicat : Le silence et le bruit suivi de Histoire du petit tambour
    - Le pirate Maboule : Vite les suçons suivi de Mademoiselle
    - Marie Quat'Poches : La dinde farcie
    - Picolo : Le vin de cerises

  - Disque 2 :
    - Les carnets du Major Plum-Pouding : Les talents de l'étalon et La formule secrète
    - Picotine : Un papillon pour Naimport Tequoi
    - La Ribouldingue : L'hypnotisme
    - Bobino : Le gâteau de Bobinette, La journée internationale de la musique, La machine volante et Les affiches de sport
    - Suppléments : Capsules nostalgie : Paul Buissonneau, Edgar Fruitier, Benoît Girard, Kim Yaroshevskaya, Élizabeth Chouvalidzé, André Montmorency et Linda Wilscam